# Tiny Toon Adventures: Buster’s Bad Dream
Tiny Toon Adventures: Buster’s Bad Dream — это вторая игра по мотивам мультсериала Tiny Toon Adventures, выпущенная для консоли Game Boy Advance. Она была разработана компанией Treasure Co. Ltd, а выпущена — Swing! Entertainment Media AG.

## Содержание игры
Бастер Банни спокойно отдыхал, читая журнал про спорт. Монтана Макс не мог спокойно смотреть на мирно отдыхающего кролика и применил на нём Оружие Сна, которое позволяет управлять сном другого героя. В это время Элмайра Дафф загнала других героев под луч этого оружия. Герои оказались во сне Бастера Банни. Бастеру придётся путешествовать во сне, уничтожая различных чудовищ и побеждать боссов.

## Игровой процесс
Вся суть игры состоит в том, что Бастер Банни должен уничтожать различных врагов, используя боксёрские перчатки и одного героя в помощь. В большинстве случаев, игра по всем канонам игр жанра  Beat 'em up игрок должен устранить всех (или, реже, почти всех) противников. Фауна игры довольно разнообразна: различные змеи, пантеры, летучие мыши будут преграждать путь, также присутствуют красные копии существ (их нельзя ударить так, чтобы они сдвинулись с места, это сильно ограничивает участника, но противник, запущенный в них, нанесёт больший урон). Иногда будут встречаться увеличенные копии существ, имеющие повышенное количество здоровья и наносящие больший урон. Уничтожая врагов, Бастер выбивает уровень, который увеличивается с трёх до девяти. Этот уровень является платой за использование супер- и мегаатак. Стандартно Бастер имеет 150 единиц здоровья, но это зависит от уровня сложности (на лёгком — 200 единиц, на обычном — 150, на тяжёлом — 100) . При падении жизней до нуля, игроку предлагается заново выбрать помощника и начать играть с начала этого же уровня. Уровень набивки сбрасывается на три. Также в игре есть три босса: Элмайра Дафф в костюме леопарда, инопланетянин в космическом корабле и финальный босс-робот в виде головы Монтаны Макса.

## Помощники
- Бэбс Банни. Атакует противников теннисными мячами, зажимая ↑или↓ можно менять направление, суператака (град мячей) требует 1 уровень, мегаатака (гигантский мяч) требует 1 уровень .
- Плаки Дак. Атакует противников наковальнями, зажимая ←или→ можно менять расстояние, зажать ↓ чтобы наковальня упала перед игроком, суператака (хор наковален) требует 2 уровня, мегаатака (гигантская наковальня) требует 3 уровня.
- Хэмтон Пиг. Суператака (готовит еду для Бастера, восстанавливающую всю жизнь) требует 5 уровней, мегаатака (лёгкая закуска, восстанавливающая часть жизни) требует 2 уровня.
- Диззи Девил. Атакует противников вихрем, суператака (превращается в вихрь, который забивает противника в потолок) требует 2 уровня, мегаатака (атакует вихрем в движении) требует 4 уровня.
- Малыш Чихун. Атакует противников чиханием, суператака (сильнейший чих на очень короткое расстояние) требует 3 уровня, мегаатака (быстрый чих на среднее расстояние) требует 1 уровень.
- Ширли Лун. Суператака (останавливает время) требует 1 уровень, мегаатака (берсерк) требует 3 уровня.
- Фифи ля Фьюм. Атакует противников токсичным облаком, который останавливает противника и защищает от ударов и снарядов, но имеет смехотворный радиус поражения, суператака (вонь, которая поражает всех противников) требует 2 уровня, мега атака (гигантское облако) требует 2 уровня.